# Beatrice (Alabama)
Beatrice város az USA Alabama államában, Monroe megyében. Lakosainak száma 204 fő (2020. április 1.).

## Népesség
A település népességének változása:

| 2010 | 301 |
| 2020 | 204 |